# Sender Schöckl
Der Sender Schöckl ist eine Rundfunk-Sendeanlage der ORS (Österreichische Rundfunksender GmbH) für Hörfunk und TV. Diese liegt auf dem Berg Schöckl in der Steiermark und auf dem Gemeindegebiet von Sankt Radegund bei Graz. Der interne Name lautet GRAZ1.
Als Antennenträger und Sendeturm wird ein 96,5 Meter hoher Turm genutzt, der 1955/56 errichtet wurde.
Der in 15 Höhenabschnitten abwechselnd rot und weiß und zuoberst wieder rot beschichtete Turm baut etwa 100 m hoch. Oben wird er durch ein zylindrisches Rohr mit 20 m Höhe (4 Farbstreifen) gebildet. Darunter läuft der Mittelteil (40 m, 6 Streifen) prismatisch etwas dicker. Der Unterteil (40 m, 5 Streifen) weitet sich konisch mit spitzem, am untersten Streifen (Schuss) etwas größerem Flankenwinkel. Unter- und Mittelteil sind ein Gitterrohrmast aus Stahl, mit überall quadratischen Querschnitten. In etwa 62 m Höhe gehen seit einiger Zeit von den Kanten rundum 4 Abspannseile ab, die in 34 m Höhe eine Warnkugel für bessere Sichtbarkeit tragen.
Der Sendeturm ist von vielen Gebieten in Graz bei Blickrichtung Nord/Nordost markant sichtbar.
Auf 4 Plattformen am Unterteil des Turms und auf einem östlich nahestehenden Gerüst befinden sich zahlreiche Parabolantennen für Richtfunkverbindungen.
Etwa 300 m WSW des großen Turms befindet sich noch ein viel kleinerer in der Nähe des Westgipfels.

## Frequenzen und Programme

### Analoger Hörfunk (UKW)
| Frequenz (in MHz) | Programm           | RDS PS            | Senderlogo | RDS PI | Regionalisierung | ERP (in kW) | Antennendiagramm rund (ND)/gerichtet (D) | Polarisation horizontal (H)/vertikal (V) |
| ----------------- | ------------------ | ----------------- | ---------- | ------ | ---------------- | ----------- | ---------------------------------------- | ---------------------------------------- |
| 89,2              | Hitradio Ö3        | __OE_3__          |            | A203   | –                | 60 / 20     | ND                                       | H / V                                    |
| 91,2              | Ö1                 | __OE_1__          |            | A201   | –                | 60 / 20     | ND                                       | H / V                                    |
| 95,4              | Radio Steiermark   | RADIO-ST          |            | A902   | Steiermark       | 60 / 20     | ND                                       | H / V                                    |
| 99,1              | Antenne Steiermark | ANTENNE_/__STMK__ |            | A943   | Steiermark       | 60 / 20     | ND                                       | H / V                                    |
| 101,7             | FM4                | __FM4___          |            | A213   | –                | 60 / 20     | ND                                       | H / V                                    |

Der Sender Schöckl versorgt die gesamte Südsteiermark und das Südburgenland. Er kann aber auch in vielen Teilen Kärntens, Sloweniens (im Gebiet rund um Marburg/Maribor), Kroatiens (Zagorje), Niederösterreichs, Burgenlands und der Tschechischen Republik empfangen werden. Der Sender Schöckl versorgt auch circa 30 Prozent Westungarns.

### Digitaler Hörfunk (DAB+)
Seit dem 28. Mai 2019 wird der Österreichische Bundesmux im Kanal 8A gesendet. Ein lokaler Multiplex für Graz ist auch vorgesehen.
DAB wird in vertikaler Polarisation im Gleichwellenbetrieb mit anderen Sendern ausgestrahlt.
| Block                     | Programme | ERP (in kW) | Antennen- diagramm rund (ND), gerichtet (D) | Gleichwellennetz (SFN) |
| ------------------------- | --- | ----------- | ------------------------------------------- | --- |
| 8A DAB+ Austria           | DAB-Block des österreichischen Bundesmux: - #Radio ONE (80 kbit/s) - * 88,6 * (72 kbit/s) - Antenne Österreich (72 kbit/s) - arabella HOT (72 kbit/s) - arabella MAGIC (72 kbit/s) - Energy (96 kbit/s) - ERF Süd (40 kbit/s) - jö.live (72 kbit/s) - KLASSIK RADIO (72 kbit/s) - Mein Kinderradio (40 kbit/s) - oe24 Radio (72 kbit/s) - Radio Maria Österreich (72 kbit/s) - Radio Stephansdom Klassik (72 kbit/s) - Rock Antenne (72 kbit/s) - Schlagerradio Flamingo (72 kbit/s) - WELLE 1 (72 kbit/s) - ORS EPG (16 kbit/s Daten) - ORS TPEG (8 kbit/s Daten, geplant) | 10          | D (40–310°)                                 | - Burgenland: Rechnitz (Hirschenstein) - Steiermark: Graz (Schöckl) |
| 8B MUX III                | - #Radio Rot Weiss Rot (112 kbp/s) - #Super 80s (112 kbp/s) - *SOL* (56 kbp/s) - ARABELLA (72 kbp/s) - Antenne Hit (72 kbp/s) - Flash 90s (72 kbp/s) - Beats Radio (72 kbp/s) - LoungeFM (40 kbp/s) - Inforadio (40 kbp/s) - Musiksender GÖD (72 kbp/s) - Nostalgie (96 kbp/s) - Superfly (72 kbp/s) - Radio VM1 (72 kbp/s) - Radio Bollerwagen (72 kbp/s) - XXXL RADIO (72 kbp/s) - SPI (16 kbp/s Daten) | 10          | D (40–310°)                                 | - Burgenland: Rechnitz (Hirschenstein) - Oberösterreich: Linz (Lichtenberg) - Steiermark: Bruck an der Mur (Mugel), Graz (Schöckl), Schladming (Hauser Kaibling) - Tirol: Innsbruck (Patscherkofel) |
| 8D MUX II Stmk/Ktn/Bgld-S | - Antenne Kärnten 72 kbp/s - Antenne Steiermark 72 kbp/s - Grün-Weiß (72 kbp/s) - Radio MediaMarkt (72 kbp/s) - Radio Val Canale (72 kbp/s) - Rock FM (48 kbp/s) - Soundportal (72 kbp/s) | 10          | D (40–310°)                                 | - Burgenland: Rechnitz (Hirschenstein) - Steiermark: Graz (Schöckl) |

### Digitales Fernsehen (DVB-T2)
Die aktuelle DVB-T2 Fernsehausstrahlung am Sender Schöckl. Viele Sender werden verschlüsselt über SimpliTV vertrieben:
| Kanal | Frequenz (in MHz) | Multiplex                           | Programme im Multiplex | ERP (in kW) | Polarisation horizontal (H) / vertikal (V) | Modulations- verfahren | FEC | Guard- intervall | Bitrate (in MBit/s) | Gleichwellennetz (SFN)                                                                |
| ----- | ----------------- | ----------------------------------- | --- | ----------- | ------------------------------------------ | ---------------------- | --- | ---------------- | ------------------- | ------------------------------------------------------------------------------------- |
| 26    | 514               | ORS-Bouquet A Steiermark/Burgenland | - ORF 1 - ORF 2 Wien - ORF 1 HD - ORF 2 Steiermark HD - ORF 2 Kärnten HD - ORF 2 Burgenland HD - ORF III HD - ORF SPORT + HD   | 75          | H                                          | 16-QAM                 | 3/4 | 1/4              | 14,93               | Graz 9 (Griesplatz), Bad Gleichenberg (Stradnerkogel), Deutschlandsberg (Demmerkogel) |
| 23    | 490               | ORS-Bouquet B                       | - ATV HD - ServusTV HD - RTL HD - 3sat HD - RTL - HGTV - Puls 4 - ATV2 - ZDFinfo                                               | 75          | H                                          | 16-QAM                 | 3/4 | 1/4              | 14,93               |                                                                                       |
| 29    | 538               | MUX-C Graz West                     | - kanal3 - kult1 | 1,7         | H                                          | 16-QAM                 | 3/4 | 1/4              | 14,93               | Graz 10 (Jakomini), Köflach (Größnitzberg), Voitsberg (Arnstein)                      |
| 39    | 618               | ORS-Bouquet D                       | - BR Fernsehen Süd HD - Arte HD - Sat.1 Gold - Super RTL - Nickelodeon - Phoenix - n-tv - DMAX - RTLplus - NITRO - One         | 25          | H                                          | 16-QAM                 | 3/4 | 1/4              | 14,93               |                                                                                       |
| 30    | 546               | ORS-Bouquet E                       | - Das Erste HD - ZDF HD - ZDFneo HD - kabel eins - Sixx - RTL II - KiKA - Eurosport 1 - Sport1 - Playboy TV                    | 25          | H                                          | 16-QAM                 | 3/4 | 1/4              | 14,93               |                                                                                       |
| 47    | 682               | ORS-Bouquet F                       | - Sat.1 HD - ProSieben HD - Puls 4 HD - VOX HD - Disney Channel - CNN - Deluxe Music - NDR Fernsehen (Niedersachsen) - Puls 24 | 75          | H                                          | 16-QAM                 | 3/4 | 1/4              | 14,93               |                                                                                       |

## Fernsehen
Analoges Fernsehen (PAL)
Bis zur Umstellung auf DVB-T am 24. September 2007 wurden folgende Programme in analogem PAL gesendet:
| Kanal | Frequenz (MHz) | Programm           | ERP (kW) | Polarisation horizontal (H)/ vertikal (V) |
| ----- | -------------- | ------------------ | -------- | ----------------------------------------- |
| 7     | 189,25         | ORF 1              | 100      | H                                         |
| 23    | 487,25         | ORF 2 (Steiermark) | 800      | H                                         |
| 26    | 511,25         | ATV                | 800      | H                                         |

Digitales Fernsehen (DVB-T)
Seit 26. Oktober 2006 erfolgt die Fernsehausstrahlung des landesweiten DVB-T Multiplex am Sender Schöckl. Die analogen Programme wurden am 24. September 2007 abgeschaltet, gleichzeitig wurde Multiplex B aufgeschaltet.
| Kanal | Frequenz (in MHz) | Multiplex                           | Programme im Multiplex                                      | ERP (in kW) | Polarisation horizontal (H) / vertikal (V) | Modulations- verfahren | FEC | Guard- intervall | Bitrate (in MBit/s) |
| ----- | ----------------- | ----------------------------------- | ----------------------------------------------------------- | ----------- | ------------------------------------------ | ---------------------- | --- | ---------------- | ------------------- |
| 26    | 514               | ORS-Bouquet A Steiermark/Burgenland | - ORF eins - ORF 2 (Steiermark) - ORF 2 (Burgenland) (ztw.) | 75          | H                                          | 16-QAM                 | 3/4 | 1/4              | 14,93               |